# Lufeng
Lufeng léase Lu-Féng (en chino:陆丰市, pinyin:Lùfēng shì) es un municipio bajo la administración directa de la ciudad-prefectura de Shanwei en la Provincia de Cantón, República Popular China. Su área es de 1.681 km² y su población es de 1.7 millones.

## Administración
El municipio de Lufeng se divide en 19 pueblos que se administran en y 3 subdistritos y 17 poblados;
Subdistritos:
- Donghai (东海)
- Chengdong (城东)
- Hexi (河西)

Poblados
- Jieshi (碣石)
- Qiaochong (桥冲)
- Bomei (博美)
- Jiazi (甲子)
- Jiadong (甲东)
- Jiaxi (甲西)
- Hudong (湖东)
- Beiyang (陂洋)
- Nantang (南塘)
- Bawan (八万)
- Tanxi (潭西)
- DaAn (大安)
- Jinxiang (金厢)
- Neihu (内湖)
- Xinan (西南)
- Shangying (上英)
- Hedong (河东)

## Historia
El condado fue la mitad de la efímera soviética Haifeng-Lufeng establecida el año 1927. La capital de la ciudad-municipio es el poblado de Jieshi (碣石) que fue el escenario de una grave ola de violencia entre aldeas en octubre de 2009 y marzo de 2010.
En septiembre de 2011, una serie de protestas tuvo lugar en la aldea de Wukan por acusaciones de miembros oficiales del partido por injustamente venta de tierras de los agricultores para el desarrollo. Nuevas protestas estallaron en diciembre, cuando uno de los líderes de la aldea murió bajo custodia policial. La policía bloqueó las carreteras que conducen a la aldea.

## Clima
Debido a su posición geográfica,los patrones climáticos en la siguiente tabla son los mismos de Shanwéi.
| Parámetros climáticos promedio de Luféng (1971−2000)      | Parámetros climáticos promedio de Luféng (1971−2000) | Parámetros climáticos promedio de Luféng (1971−2000) | Parámetros climáticos promedio de Luféng (1971−2000) | Parámetros climáticos promedio de Luféng (1971−2000) | Parámetros climáticos promedio de Luféng (1971−2000) | Parámetros climáticos promedio de Luféng (1971−2000) | Parámetros climáticos promedio de Luféng (1971−2000) | Parámetros climáticos promedio de Luféng (1971−2000) | Parámetros climáticos promedio de Luféng (1971−2000) | Parámetros climáticos promedio de Luféng (1971−2000) | Parámetros climáticos promedio de Luféng (1971−2000) | Parámetros climáticos promedio de Luféng (1971−2000) | Parámetros climáticos promedio de Luféng (1971−2000) |
| Mes                                                       | Ene.                                                 | Feb.                                                 | Mar.                                                 | Abr.                                                 | May.                                                 | Jun.                                                 | Jul.                                                 | Ago.                                                 | Sep.                                                 | Oct.                                                 | Nov.                                                 | Dic.                                                 | Anual                                                |
| --------------------------------------------------------- | ---------------------------------------------------- | ---------------------------------------------------- | ---------------------------------------------------- | ---------------------------------------------------- | ---------------------------------------------------- | ---------------------------------------------------- | ---------------------------------------------------- | ---------------------------------------------------- | ---------------------------------------------------- | ---------------------------------------------------- | ---------------------------------------------------- | ---------------------------------------------------- | ---------------------------------------------------- |
| Temp. máx. media (°C)                                     | 19.0                                                 | 18.9                                                 | 21.5                                                 | 24.9                                                 | 27.8                                                 | 29.8                                                 | 30.9                                                 | 30.9                                                 | 30.6                                                 | 28.6                                                 | 24.9                                                 | 21.0                                                 | 25.7                                                 |
| Temp. mín. media (°C)                                     | 11.8                                                 | 12.7                                                 | 15.5                                                 | 19.3                                                 | 22.6                                                 | 24.9                                                 | 25.6                                                 | 25.4                                                 | 24.3                                                 | 21.4                                                 | 17.1                                                 | 13.1                                                 | 19.5                                                 |
| Lluvias (mm)                                              | 29.0                                                 | 55.1                                                 | 87.9                                                 | 171.8                                                | 280.9                                                | 350.1                                                | 335.2                                                | 331.6                                                | 172.6                                                | 72.0                                                 | 30.8                                                 | 30.3                                                 | 1947.3                                               |
| Días de lluvias (≥ 0.1 mm)                                | 6.1                                                  | 9.2                                                  | 11.3                                                 | 12.5                                                 | 14.8                                                 | 17.7                                                 | 16.6                                                 | 16.0                                                 | 11.2                                                 | 5.3                                                  | 4.1                                                  | 4.2                                                  | 129.0                                                |
| Horas de sol                                              | 145.9                                                | 101.8                                                | 94.7                                                 | 104.5                                                | 135.6                                                | 166.3                                                | 228.6                                                | 201.4                                                | 191.4                                                | 204.9                                                | 180.1                                                | 170.0                                                | 1925.2                                               |
| Humedad relativa (%)                                      | 73                                                   | 78                                                   | 81                                                   | 83                                                   | 85                                                   | 86                                                   | 85                                                   | 84                                                   | 79                                                   | 73                                                   | 69                                                   | 69                                                   | 78.8                                                 |
| Fuente: China Meteorological Administration 2010年6月14日 |                                                      |                                                      |                                                      |                                                      |                                                      |                                                      |                                                      |                                                      |                                                      |                                                      |                                                      |                                                      |                                                      |

## Tal vez te interese
- Lufengosaurus  género de dinosaurios prosaurópodos masospondílidos, que vivieron a principios del período Jurásico, hace aproximadamente 203 y 191 millones de años.
- Lufengpithecus  género de homínido pongino extinto que vivió en China y Tailandia hace aproximadamente 8 millones de años.
- Lufengpithecini  tribu extinta de primates ponginos.